# Carangoides oblongus
Carangoides oblongus är en fiskart som först beskrevs av Cuvier, 1833.  Carangoides oblongus ingår i släktet Carangoides och familjen taggmakrillfiskar. Inga underarter finns listade.